# Sus Weyn
Sus Weyn est un ancien handballeur belge né en 1937. Il évolua 18 ans au KV Sasja HC Hoboken qu'il fonda en 1958. 
Il fut l'un des pionniers du handball flamand et anversois et également l'un des grands joueurs de son époques. 

## Biographie
Sus Weyn est né le 7 avril 1937, il commença le handball à l'âge de 21 ans avec l'équipe du KV Sasja HC Hoboken en 1958, il exerçait comme profession, professeur d'éducation physique.
Mais avant le handball, Sus s'adonna à un autre sport, l'athlétisme dans le club omnisports du Beerschot AC, en compagnie de son ami Stan Crab, s'intéressant tous deux au handball et surtout à la section consacrée à ce sport dans leur club, le Handbal Beerschot  ou HB Beerschot.
Les deux athlètes étant membres de la jeunesse anversoise de la FGTB, celle-ci le « rachète » la section handball du Beerschot AC et la renomme, le KV Sasja HC, Sasja voulant signifier Sport Afdelingen Syndicale Jeugd Antwerpen, le club est alors porteur du matricule 041.
Par après, Sus Weyn commença à évoluer avec ce club nouvellement créer, en partie grâce à lui, avec celui-ci, il remporte le Championnat de Belgique en 1968, 1974 et 1975 ainsi que la Coupe de Belgique en 1971 et en 1973.
Il participe également à deux campagnes européennes où il rencontre en tout quatre clubs étrangers.
Au niveau de la section nationale, il reçoit sa première convocation en 1963.
Il met fin à sa carrière le 21 septembre 1971 ou ses seuls activités avec le handball sont l'apprentissage des jeunes.
Sa mort crée un coup de tonnerre, dans le sens où on ne l'attendait pas puisqu'il meurt à l'âge de 54 ans, juste avant l'entame de la saison 1991/1992.
Le handball belge lui rend hommage en instaurant la Fondation Sus Weyn (SSW), une fondation qui désigne le meilleur handballeur de la saison.

## Palmarès

### Palmarès par Club
- champion de Belgique (3)[réf. nécessaire].
- Coupe de Belgique (2)[réf. nécessaire].